# نيكولاي يورغا
كان نيكولاي يورغا (17 يناير 1871- 27 نوفمبر 1940) مؤرخًا رومانيًا وسياسيًا وناقدًا أدبيًا وكاتب مذكرات وعالم ألبانيات وشاعرًا وكاتبًا مسرحيًا. بصفته شريكًا مؤسسًا (في عام 1910) للحزب القومي الديمقراطي (بّي إن دي)، شغل منصب عضو في البرلمان، ورئيس مجلس النواب ومجلس الشيوخ، ووزيرًا في مجلس الوزراء، ولفترة وجيزة (1931- 1932) رئيس الوزراء. لكونه طفلًا عبقريًا، وموسوعيًا، ومتعدد اللغات، أنتج يورغا مجموعة ضخمة ضخامة غير اعتيادية من الأعمال البحثية، مرسخًا سمعته الدولية بصفته خبيرًا بالدراسات القروسطية والبيزنطية واللاتينية والسلافية ودارسًا لتاريخ الفن وفلسفة التاريخ. شغل مناصب تدريسية في جامعة بوخاريست، وجامعة باريس، وعدة مؤسسات أكاديمية أخرى، وأسس المجلس الدولي للدراسات البيزنطية ومعهد الدراسات الأوروبية الجنوبية الشرقية (آي إس إس إي إي). تضمنت نشاطاته أيضًا تحويل بلدة فاليني دي مونتي إلى مركز أكاديمي وثقافي.
بالتزامن مع إسهاماته الأكاديمية، كان نيكولاي يورغا ناشطًا بارزًا من يمين الوسط ربطت نظريته السياسية بين المحافظة والقومية الرومانية وفلسفة الإصلاح الزراعي. منذ بدايات الماركسية، بدّل جانبه وصار تابعًا انشقاقيًا لحركة جونيميا. صار يورغا لاحقًا شخصيةً قيادية في مجلة ساماناتورول، المجلة الأدبية المؤثرة ذات الميول الشعبوية، ونشط ضمن الرابطة الثقافية لوحدة كل الرومانيين، مؤسسًا منشورات محافظة جهارًا مثل نايمول رومانيسك، ودرم دريبت، وكوغيت كلار، وفلوريا داروريلور. جعله دعمه لقضية الرومانيين الإثنيين في الإمبراطورية النمساوية المجرية شخصية بارزة في المعسكر الموالي للحلفاء في زمن الحرب العالمية الأولى، وضمن له دورًا سياسيًا خاصًا في وجود رومانيا الكبرى في فترة ما بين الحربين. أثار يورغا، الذي أطلق حملات واسعة النطاق للدفاع عن الثقافة الرومانية أمام التهديدات المتصورة، الجدل بسبب خطابه المعادي للسامية، وكان لفترة طويلة شريكًا لمنظّر اليمين المتطرف أيه. سي. كوزا. كان معارضًا للحزب الليبرالي الوطني المسيطر، وانخرط لاحقًا مع الحزب الوطني الروماني المعارض.
في أواخر حياته، عارض يورغا الحرس الحديدي الفاشي المتطرف، وبعد الكثير من التذبذب، أيد منافسه الملك كارول الثاني. كان يورغًا شخصية بارزة أيضًا في حزب كارول الاستبدادي النقابي، الجبهة النهضوية الوطنية، لانخراطه في نزاع شخصي مع قائد الحرس كورنيليو زيليا كودريانو، ومساهمته بصورة غير مباشرة في مقتله. ظل صوتًا مستقلًا للمعارضة بعد أن دشّن الحرس دكتاتورية الفيلقية الوطنية خاصته، لكنه اغتيل في آخر الأمر على يد جندي من الحرس.

## سيرته

### الطفل المعجزة والناشط الماركسي
كان يورغا مواطنًا أصليًا من مواطني بوتوشاني، ويُعتقد عمومًا أنه وُلد في 17 يناير 1871 (رغم أن التاريخ المكتوب على شهادة ميلاده هو 6 يونيو). كان أبوه نيكو يورغا (وهو محامٍ تحت التمرين) وأمه زولنيا (أرغيروبول قبل زواجها منتميين إلى الكنيسة الرومانية الأرثوذكسية. ظلت التفاصيل المتعلقة بأصول العائلة البعيدة غير أكيدة: أُشيع على نطاق واسع أن يورغا جزئيًا من سلالة يونانية رومانية، ورفض المؤرخون الشائعة، التي ما زالت مُصدّقة لدى بعض المعلقين. في روايته الخاصة: «كان أبي من عائلة من التجار الرومانيين من بوتوشاني، والذين استُقبلوا لاحقًا في طبقة البويار، أما أمي فكانت ابنة الكاتبة الرومانية إلينا دراغيشي، وهي ابنة أخ المؤرخ مونولاخ دراغيشي... بغض النظر عن الاسم اليوناني [أرغيروبول]، [كان] جدي لأمي من عائلة انتقلت إلى المنطقة... من بيسارابيا». لكن في مكان آخر، اعترف أنه من المحتمل أن آل آرغيروبول كانوا يونانيين بيزنطيين. أرجع يورغا الفضل إلى مكانة البويار ذات خمسة الأجيال، والمتلقاة من طرف أبيه، وجذور «البويار القدام» من أمه (عائلة ميكليسكو)، في تحويله إلى رجل سياسي. شكك باحثون آخرون في ادعائه المماثل بكونه نسيبًا لعائلات نبيلة مثل آل كانتاكوزينوس وكرايوفيشتي.
في عام 1876، أقعد مرض مجهول نيكو الأب، وكان في عمر السابعة والثلاثين أو الثامنة والثلاثين، توفي إثره، تاركًا نيكولاي وأخاه الأصغر جورج يتيمين، وهي خسارة، كما يذكر المؤرخ في كتابه، هيمنت على الصورة التي كانت في ذهنه عن طفولته. في عام 1878، سُجل في مدرسة مارشيان فولسكو، حيث، لافتخاره بالتوثيق، برع في معظم المجالات، واكتشف حب الملاحقات الفكرية، وفي سن التاسعة، سمح له أساتذته حتى بإلقاء المحاضرات في التاريخ الروماني على زملائه في المدرسة. أضرم أستاذه في التاريخ، وهو لاجئ بولندي، شرارة الاهتمام في البحث وحب الحضارة البولندية لديه الذين لازماه طوال حياته. أرجع يورغا الفضل أيضًا إلى هذه الفترة التكوينية المبكرة في تشكيل وجهات نظره مدى الحياة حول اللغة الرومانية والثقافة المحلية: «لقد تعلمتُ اللغة الرومانية... كما كانت تُنطق قديمًا: بوضوح، وجمال، وفوق كل شيء بثبات وحيوية، من دون تدخلات الصحف والكتب الأكثر مبيعًا». أعزى الفضل للموسوعي من القرن التاسع عشر ميهايل كوجالنيشينو، الذي قرأ أعماله أول مرة في طفولته، في تشكيل ميله الأدبي.
عندما كان تلميذًا في جمنازيوم أيه. تي. لوريان في بوتوشاني وفي ثانويتها بعد عام 1881، تلقى يورغا الشاب أرفع مراتب الشرف، وبدءًا من عام 1883، بدأ بتعليم بعض من زملائه لزيادة عائد عائلته الأساسي (وفقًا ليورغا: «معاش زهيد بائس»). عندما بلغ الثالثة عشرة، وبينما كان في زيارة مطولة لخاله إيمانويل «مانولي» أرغيروبول، ظهر أيضًا لأول مرة في الصحافة بمساهمات مدفوعة في صحيفة رومانول خاصة أرغيروبول، بما في ذلك النوادر والمقالات الافتتاحية عن السياسة الأوروبية. وصف يورغا العام 1886 بأنه «كارثة حياتي الدراسية في بوتوشاني»: فبسبب وضعه في تعليق مؤقت لأنه لم يُحّي أحد الأساتذة، اختار يورغا مغادرة المدينة والتقدم للثانوية الوطنية في ياش، حيث استُقبل في برنامج المنح الدراسية وأشاد به مديره الجديد، العالم اللغوي فاسيلي بورلا. كان الشاب يتقن باللغات الفرنسية والإيطالية واللاتينية واليونانية بطلاقة بالفعل، وأشار لاحقًا إلى الدراسات اليونانية على أنها «أكثر أشكال التفكُر البشري رقيًا».
عندما بلغ السابعة عشرة، صار يورغا أكثر تمردًا. كان آنذاك أن نمّى اهتمامه في النشاطات السياسية للمرة الأولى، لكنه أبدى قناعات أنكرها بشدة لاحقًا، فقد كان يورغا ماركسيًا معترفًا بنفسه، وقد روج للمجلة اليسارية فياتا سوشيالا، وألقى محاضرة عن كتاب رأس المال. بعد أن رأى نفسه مقيدًا في المدرسة الداخلية «القبيحة والمقرفة»، التابعة للكلية الوطنية، تحدى قواعدها وعُلق مرة ثانية، وفقد امتيازات المنحة الدراسية. قبل إعادة قبوله، قرر عدم التراجع عن الدعم المالي لأسرته، وعاد بدلًا عن ذلك إلى تعليم الآخرين. طُرد يورغا مرة أخرى بسبب القراءة أثناء درس لأحد الأساتذة، وتخرج رغم ذلك ضمن فئة «المركز الأول» (بمعدل 9.24) وحاز لاحقًا على شهادة البكالوريوس بامتياز.